# Auburnsystemet

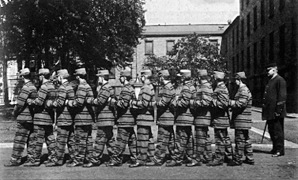
Auburn Prison

Auburnsystemet är en modell för verkställandet av fängelsestraff, som utvecklades under 1820-talet som ett alternativ till Philadelphiasystemets isolering. Fångarna arbetade dagtid och fick ursprungligen knappt tala med varandra, och sov i sina celler på nätterna. Systemet började avvecklas vid 1800-talets slut, då det ansågs alltför inhumant.